# Kleine Houtpoort
De Kleine Houtpoort was een Haarlemse stadspoort. De poort stond aan het begin van de Kleine Houtstraat en in het verlengde van de Kleine Houtweg. De poort werd in 1571 gebouwd en in 1873 gesloopt. Volgens de overlevering werd, gedurende de Tachtigjarige Oorlog, deze poort door de Spanjaarden gemeden vanwege zijn indrukwekkende uiterlijk.

## Fotogalerij

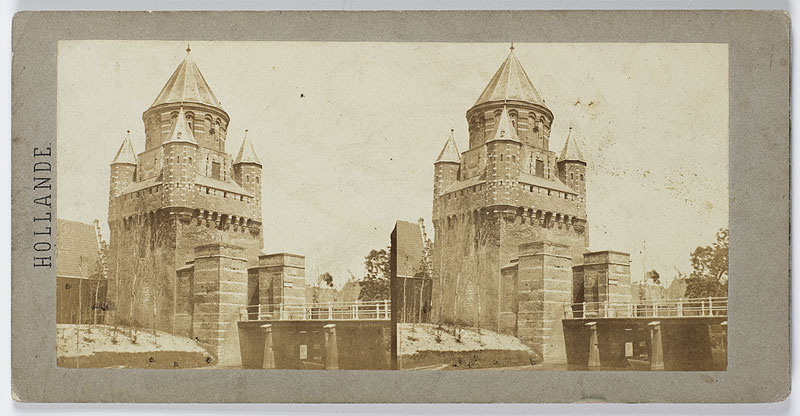
Kleine Houtpoort rond 1860, vanaf de Kleine Houtweg.
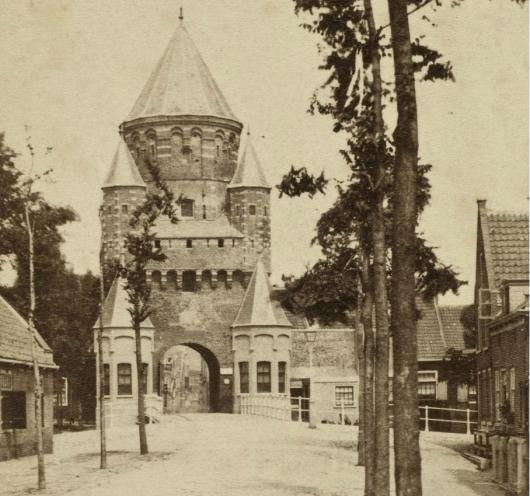
Kleine Houtpoort rond 1860, vanaf de Kleine Houtweg.

Amsterdamse Poort · Schalkwijkerpoort · Eendjespoort · Kleine Houtpoort · Grote Houtpoort · Raampoort · Raakstorens · Zijlpoort · Kruispoort · Janspoort · Nieuwpoort / Kennemerpoort · Catrijnenpoort · Deymanspoort · Vrouwehek